# Szevernaja Zemlja
A Szevernaja Zemlja (oroszul Северная Земля [Szevernaja Zemlja], magyarul am. Északi-föld) Oroszországhoz tartozó szigetcsoport az Északi-sarkvidék területén, a Tajmir-félszigettől északra. Nyugatról a Kara-tenger, keleten a Laptyev-tenger határolja. 1913-ban fedezték fel, első részletes feltérképezése 20 év után, 1933-ban történt meg. Közigazgatásilag  Oroszország Krasznojarszki határterületéhez tartozik. Lakossága a kutatóállomások személyzetén kívül nincsen. 

## A szigetcsoport
Nagyobb szigetek: 
- Bolsevik-sziget
- Kis-Tajmir-sziget
- Komszomolec-sziget
- Októberi forradalom sziget
- Pionyer-sziget
- Smidt-sziget
- Sztarokadomszkij-sziget

Ezen kívül több kis sziget található még.

## Időjárás
Szevernaja Zemlja elhelyezkedéséből adódóan hideg és száraz, az évi átlaghőmérsékletével –16 ℃, évi átlagos csapadék mennyisége körülbelül 420 mm. A havi átlagos hőmérséklet –29 ℃-tól (februárban) –0,5 ℃-ig (Július) terjed.

## Fordítás

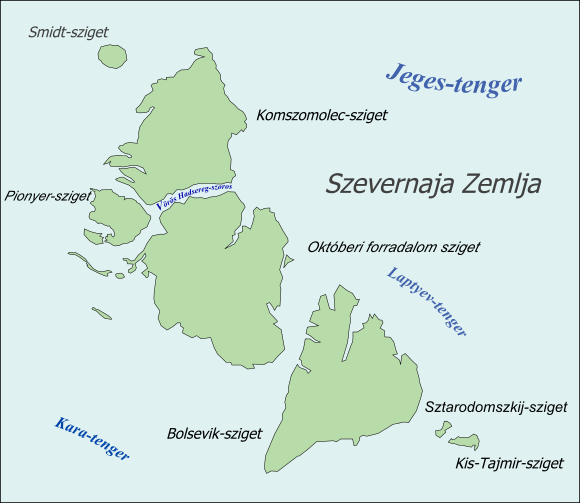
Szevernaja Zemlja szigetcsoport

Ez a szócikk részben vagy egészben  a   Severnaya Zemlya című angol Wikipédia-szócikk fordításán alapul.  Az eredeti cikk szerkesztőit annak laptörténete sorolja fel. Ez a jelzés csupán a megfogalmazás eredetét és a szerzői jogokat jelzi, nem szolgál a cikkben szereplő információk forrásmegjelöléseként.